# Arnesano
Arnesano é uma comuna italiana da região da Puglia, província de Lecce, com cerca de 3.453 habitantes. Estende-se por uma área de 13 km², tendo uma densidade populacional de 266 hab/km². Faz fronteira com Carmiano, Copertino, Lecce, Leverano, Monteroni di Lecce, Novoli.

## Demografia
| Variação demográfica do município entre 1861 e 2011                               |
|                                                                                   |
| Fonte: Istituto Nazionale di Statistica (ISTAT) - Elaboração gráfica da Wikipedia |